# Orthomiscus pectoralis
Orthomiscus pectoralis là một loài tò vò trong họ Ichneumonidae.